# Pseudhecyra
Pseudhecyra is een kevergeslacht uit de familie van de boktorren (Cerambycidae). De wetenschappelijke naam van het geslacht werd voor het eerst geldig gepubliceerd in 1976 door Breuning.

## Soorten
Pseudhecyra is monotypisch en omvat slechts de volgende soort:
- Pseudhecyra albofasciata Breuning, 1976